# Hutnění
Hutnění je technologie používaná ve stavebnictví pro zvýšení únosnosti materiálu a zamezení sesedání; předchází poškození mrazem, zlepšuje stabilitu, omezuje propustnost vody. Je založena na mechanickém zvyšování hustoty materiálu.
Při nedostatečném zhutnění může docházet k sesedání překopů silnic, praskání základů staveb, praskání potrubí, eroze („podemílání“) staveb a dalším negativním jevům. Zhutňovací metody i technika jsou přitom poměrně cenově nenáročné a dostupné. Jejich správným použitím tak lze jednoduchým a levným způsobem zamezit značným škodám.

## Zhutňované materiály
V běžné praxi se jedná zejména o zhutňování zemin, zhutňování živičných povrchů a zhutňování při pokládce zámkové dlažby.

### Zhutňování zemin
Teorie je v tomto případě značně obsáhlá. V praxi je důležité mít na zřeteli zejména:
- typ zeminy s ohledem na její soudržnost,
- obsah vody – pro zhutňování má obsah vody často rozhodující význam,
- tloušťku zhutňované vrstvy.

### Zhutňování živic
V malém stavebnictví se jedná zejména o opravy poškozených komunikací nebo opravy po provedení překopů. Práce většího rozsahu provádějí ve většině případů odborné firmy, které jsou s touto problematikou dobře obeznámeny.

### Zhutňování při pokládce zámkových dlažeb
Zahrnuje zhutnění podkladních vrstev i následné zadusání položené dlažby. Přesné pracovní postupy jsou poměrně dobře propracovány a dají se najít v literatuře.

## Zhutňovací stroje
Pro výše popsané druhy prací se používají tyto typy strojů:
- vibrační desky jednosměrné či reverzní
- vibrační pěchy
- vedené vibrační válce

### Vibrační desky
Vibrační desky jsou vhodné pro všechny výše popsané druhy prací. Jedná se o univerzální stroje s vysokým hutnícím účinkem.
Stroje nejlehčí váhové kategorie 60–80 kg jsou vhodné pro opravy komunikací, v omezené míře pro další druhy nasazení. Jejich podstatnou výhodou je snadná manipulace při nakládání a skládání z přepravního prostředku, proto jsou oblíbené např. u opravářských čet SÚS.
Střední váhová kategorie 100–120 kg jsou stroje, které vynikají svoji univerzálností. Je možné je nasadit na všechny druhy prací, od hutnění živic a zemin až po hutnění zámkové dlažby. Přitom stále zachovávají výhodu poměrně snadné manipulace. V této kategorii nabízejí výrobci nejvíce typů.
Nejtěžší typy jednosměrných vibračních desek jsou vhodné pro práce, kde je vyžadován velký hutnící účinek. Kvůli vyšší váze je s nimi již obtížnější manipulace, a proto je vhodné je nasazovat tam, kde mohou pracovat delší dobu na jednom místě.
Reverzní vibrační desky se dodávají ve váhových kategoriích 100–1000 kg. Zatímco nejlehčí kategorie může sloužit i jako komfortnější alternativa jednosměrných desek, těžké reverzní desky patří mezi vysoce výkonné hutnící stroje.
Vibrační desky mají jen omezené použití při zahutňování výkopů a vysloveně nevhodné jsou při hutnění soudržných zemin (jíly) s vyšším obsahem vody.

### Vibrační pěchy
Vibrační pěch na rozdíl od ostatních hutnících strojů využívají rázový účinek na materiál. Používají se pro hutnění zemin, zvláště tam, kde nelze použít vibrační desky, tedy pro hutnění ve výkopech. Hutnící patka (pracovní část stroje) má šířku okolo 30 cm, takže je možné pracovat i v poměrně úzkém výkopu. Díky rázovému účinku a malé ploše patky mají i při poměrně nízké vlastní hmotnosti (obvykle 60–70 kg) poměrně vysoký hloubkový účinek.
Omezením vibračních pěchů je malý plošný výkon a nemožnost vytvoření kvalitní rovinné plochy.

### Vedené vibrační válce
Podobně jako vibrační desky slouží pro hutnění zemin i živičných povrchů. Jejich předností je vysoký plošný výkon a možnost snadnější manipulace vlastním pojezdem.